# Nouvelle prévôté (Château de Prague)
 (juin 2024).
La nouvelle prévôté du Château de Prague est un bâtiment néo-gothique en briques situé sur la place Saint-Georges du Château de Prague, à côté du monastère Saint-Georges, construit pour le prévôt du chapitre de la cathédrale Saint-Guy.

## Histoire
À l'origine, la maison Renaissance du gouverneur du château de Prague et la maison de l'abbesse du monastère se trouvaient ici, jusqu'en 1650 le siège du plus haut fonctionnaire régional. Le nouveau bâtiment « de style gothique strict » a été construit par Josef Mocker dans les années 1877-1888, lors de l'achèvement de la cathédrale de Prague. La cour est conçue comme un jardin simple avec un pavillon et une fontaine et offre une vue sur le Fossé aux Cerfs à l'arrière.
Le bâtiment, confisqué à l'époque communiste, a été restitué au chapitre métropolitain en 2016 dans le cadre d'un accord entre l'Église et l'État, l'Eglise renonçant en contrepartie à revendiquer d'autres bâtiments historiques dans la zone du château de Prague, et s’engageant à restaurer les bâtiments restitués à ses frais. L'édifice était alors assez dégradé. Le projet de reconstruction, préparé depuis 2016, comprenait la restauration du bâtiment historique, l'achèvement des ailes démolies de la cour et la revitalisation globale de la cour. Les travaux de construction ont commencé en 2020 et ont duré jusqu'en 2023. La cour et certaines parties du bâtiment seront mises à la disposition du public.